# 祖立军
祖立军（1989年11月26日—），山东淄博人，是一名中国游泳运动员，专攻公开水域长距离赛事。

## 生平
2013年全运会男子10公里游泳比赛冠军。2016年6月，他在葡萄牙塞图巴尔获得进入奥运会游泳10公里比赛的资格。成为第一个进入奥运会男子公开水域游泳比赛的中国选手。
2016年8月16日，他以1小时53分02秒的成绩在2016年夏季奧林匹克運動會男子10公里公開水域游泳比賽中取得第四位，比第一名費利·威特曼落后2.2秒，与铜牌得主马克-安托万·奥利维耶的成绩相当。